# Уте Бок
Уте Бок (нім. Ute Bock; 27 червня 1942, Лінц, Австрія — 19 січня 2018, Відень, Австрія) — австрійська освітня і громадська діячка, педагог, відома проєктами допомоги біженцям.

## Біографія
Після випуску, перш ніж Бок вирішила стати педагогом, вона рік працювала в приватному секторі економіки. У 1969 р. вступила на посаду доглядачки в гуртожитку Цоманнгассе в Фаворитен, десятому районі Відня, а в 1976 була призначена його директором. У 1990-х відділ із забезпечення добробуту молоді направив іноземну молодь, число якої зростало, в гуртожиток Бок. У цей період вона почала займатися організацією допомоги біженцям.
У 1999 році близько 30 молодих африканців були заарештовані за розповсюдження наркотиків в притулку, і Уте Бок було пред'явлено звинувачення у бандитизмі та наркодилерстві, у зв'язку з чим її тимчасово відсторонили від роботи. Пізніше звинувачення були зняті, проте їй було заборонено надавати іншим африканцям житло в Цоманнгассе. Після цього Бок організувала приватні комуни для житла, які вона сама забезпечувала і контролювала. У 2000 вона пішла на пенсію і зараз продовжує працювати над своїм проєктом. Тим часом понад 350 біженців знайшли притулок в організованих Бок комунах, а понад тисяча з них має поштові адреси в Асоціації Уте Бок. Крім того, вона організувала юридичну допомогу для своїх клієнтів, яка базується на пожертвах.
У Відні була влаштована кампанія «Bock auf Bier», під час якої невеликий відсоток вартості пива (ціна була підвищена) збирався для організації житла для біженців. Назва проєкту перекладається «Бок за пиво», однак це також сленговий вираз бажання випити пива, а Bock Bier — сорт особливо міцного. Проєкт також надавав допомогу з одягом, освітніми курсами, медичною та юридичною підтримкою.

## Фільми
31 жовтня 2009 року під час студентських протестів в Австрії було організовано попередній перегляд документального фільму «Бок у президенти» у співпраці зі Штадткіно і Віденським кінофестивалем. Офіційна прем'єра відбулася як частина кінофестивалю в кінотеатрі «Кюнстлерхаус» у Відні 1 листопада і була показана в австрійських кінотеатрах 15 січня 2010 року.
У 2010 режисер Хоучанг Аллахьярі ще раз звернувся до біографії Уте Бок з іншим кінопроєктом: у фільмі «Die verrückte Welt der Ute Bock» («Божевільний світ Уте Бок»), де знімалися актори Йозеф Хадер, Карл Марковіц, Віктор Гернот та інші. Там були продемонстровані робота Уте Бок, яку також можна побачити у фільмі, і історії людей, яких вона зустрічала — від біженців, які грали самі себе, і до поліції. Фільм вийшов в Австрії в листопаді 2010.

## Нагороди
Уте Бок удостоєна ряду нагород за свою соціальну залученість.
- 1990: нагорода за громадянську мужність Zivilcourage
- 2000: Премія Нансена
- 2002: Премія Бруно Крайского
- 2003: Приз Карла Реннера і Премія Грайнекера за громадянську мужність
- 2005: одна з п'яти жінок з Австрії, які були обрані для проєкту «PeaceWomen Across the Globe2007»
- 2007: Міжнародна премія за людські права[10]
- 2010: номінація на Австрійку року в категорії «соціальна залученість»[11]
- 2011: премія «Mitten im Leben»[12]
- 2012: Золота медаль Республіки Австрія[13]

## Публікації
У співавторстві з Корнелією Кребс (Hrsg.): Ute Bock. Die Geschichte einer Flüchtlingshelferin. Wien: Molden, 2010, ISBN 978-3-85485-268-1.